# Kazumba
Kazumba este un oraș în  provincia Kasai-Occidental, Republica Democrată Congo. În 2012 avea o populație de 4 298 de locuitori, iar în 2004 avea 3 508.